# عادل عبد الله
عادل عبد الله (12 يناير 1984 دمشق سوريا - ) هو لاعب كرة قدم سوري، يلعب كلاعب وسط، ولعب 17 مباراة.

## مسيرته

### مسيرته مع الأندية
- 2010 - 2010 لعب مع Shanghai Shenxin F.C. [الإنجليزية]‏ 6 مباريات.
- 2010 - 2011 لعب مع نادي الكرامة 8 مباريات.
- 2011 - 2012 لعب مع نادي الوحدة 3 مباريات.

## روابط خارجية
- عادل عبد الله على موقع الاتحاد الدولي (مؤرشف)  (الإنجليزية)
- عادل عبد الله على موقع قاعدة بيانات كرة القدم.إي يو (الإنجليزية)
- عادل عبد الله على موقع ناشيونال فوتبول تيمز (الإنجليزية)
- عادل عبد الله على موقع كووورة